# Jeffrey C. Hall
Pour les articles homonymes, voir Hall.
 (janvier 2024).
La mise en forme du texte ne suit pas les recommandations de Wikipédia : il faut le « wikifier ».
Les points d'amélioration suivants sont les cas les plus fréquents :
- Les titres sont pré-formatés par le logiciel. Ils ne sont ni en capitales, ni en gras.
- Le texte ne doit pas être écrit en capitales (les noms de famille non plus), ni en gras, ni en italique, ni en « petit »…
- Le gras n'est utilisé que pour surligner le titre de l'article dans l'introduction, une seule fois.
- L'italique est rarement utilisé : mots en langue étrangère, titres d'œuvres, noms de bateaux, etc.
- Les citations ne sont pas en italique mais en corps de texte normal. Elles sont entourées par des guillemets français : « et ».
- Les listes à puces sont à éviter, des paragraphes rédigés étant largement préférés. Les tableaux sont à réserver à la présentation de données structurées (résultats, etc.).
- Les appels de note de bas de page (petits chiffres en exposant, introduits par l'outil «  Source ») sont à placer entre la fin de phrase et le point final[comme ça].
- Les liens internes (vers d'autres articles de Wikipédia) sont à choisir avec parcimonie. Créez des liens vers des articles approfondissant le sujet. Les termes génériques sans rapport avec le sujet sont à éviter, ainsi que les répétitions de liens vers un même terme.
- Les liens externes sont à placer uniquement dans une section « Liens externes », à la fin de l'article. Ces liens sont à choisir avec parcimonie suivant les règles définies. Si un lien sert de source à l'article, son insertion dans le texte est à faire par les notes de bas de page.
- La présentation des références doit suivre les conventions bibliographiques. Il est recommandé d'utiliser les modèles {{Ouvrage}}, {{Chapitre}}, {{Article}}, {{Lien web}} et/ou {{Bibliographie}}. Le mode d'édition visuel peut mettre en forme automatiquement les références.
- Insérer une infobox (cadre d'informations à droite) n'est pas obligatoire pour parachever la mise en page.

Pour une aide détaillée, merci de consulter Aide:Wikification.
Si vous pensez que ces points ont été résolus, vous pouvez retirer ce bandeau et améliorer la mise en forme d'un autre article.
 (janvier 2024).
 (janvier 2024).
Si vous disposez d'ouvrages ou d'articles de référence ou si vous connaissez des sites web de qualité traitant du thème abordé ici, merci de compléter l'article en donnant les références utiles à sa vérifiabilité et en les liant à la section « Notes et références ».
Jeffrey C. Hall est un universitaire américain né le 3 mai 1945 à New York. Ses travaux dans le domaine de la chronobiologie lui valent le Prix Nobel de médecine en 2017, qu'il partage avec Michael Rosbash et Michael W. Young. Ils lui valent aussi le Prix Shaw en 2013.

## Biographie
Jeffrey Hall est né le 3 mai 1945 à Brooklyn, à New York, et a grandi dans la banlieue de Washington D.C., tandis que son père travaillait comme journaliste pour Associated Press, couvrant le Sénat américain. Le père de Hall, Joseph W. Hall, l'a fortement influencé, notamment en encourageant Hall à se tenir au courant des événements récents dans le quotidien. Hall a fréquenté l'école secondaire Walter Johnson à Bethesda, dans le Maryland, où il a obtenu son diplôme en 1963. En tant que bon élève du secondaire, Hall prévoyait poursuivre une carrière en médecine. Hall entame des études de baccalauréat au Amherst College en 1963. Cependant, au cours de ses études de premier cycle, Hall se passionne pour la biologie. Pour son projet principal, acquérir de l'expérience dans la recherche formelle, Hall a commencé à travailler avec Philip Ives. Hall a rapporté qu'Ives était l'une des personnes les plus influentes qu'il ait rencontrées au cours de sa jeunesse. Hall a été fasciné par l'étude de Drosophila alors qu'il travaillait dans le laboratoire d'Ives, une passion qui imprègne ses recherches. Sous la supervision d'Ives, Hall étudia la recombinaison et l'induction de la translocation chez Drosophila. Le succès des recherches de Hall poussa le corps professoral du département à lui recommander de poursuivre ses études supérieures à l'université de Washington à Seattle, où un département entier était consacré à la génétique.